# 2022年ロシアによるウクライナ産穀物の窃盗
2022年ロシアのウクライナ侵攻中に、ウクライナ占領地域のロシア軍は地元の農家から穀物やその他の産物を組織的に盗んでいた。ウクライナ国防省によると、2022年5月中旬時点で、少なくとも40万トンの穀物が盗まれ、ウクライナから輸出されたという。6月15日、キーウ経済大学の研究機関は、ロシアの侵攻によるウクライナの農業分野の被害額は約43億ドルに上るとの調査結果を公表した。報告書によると、被害の内訳は、
- 農地及び未収穫の冬作物＝約21億ドル

- 機械類＝約9億2600万ドル

- 貯蔵施設＝2億7200万ドル

- 家畜＝1億3600万ドル

など。
盗まれた穀物の一部は、移送や合法の商品と混ぜ合わせることで合法的にみせていた。

## 2022年まで
2014年から8年間は、自称国家のドネツク人民共和国とルガンスク人民共和国の穀物がロシアに来ていた。BBCによると、仲介業者はドンバスの農家の穀物を（ロシアに）輸送し、税関を通過し、すべてロシアの銀行を通じて銀行振込で支払われた。彼らはロシアの買い手の倉庫に荷を降ろし、ロシア産として穀物を既に販売していた。